# 三板头
三板头（或稱任罗宏）是马来西亚柔佛州豐盛港縣的一个巫金，距離豐盛港市中心17.5公里。一共有十座村莊座落於此。

## 交通
- 駕車駛經聯邦3號公路或聯邦50號公路到達。